# ギュンタ・ロメナス
ギュンタ・ロメナス (Gunta Romenas、1918年5月13日 - 1988年10月25日) は、ルーマニアの俳優である。

## 映画
- 青島要塞爆撃命令 (1963年、古澤憲吾監督、東宝) - 列車の警乗兵[2][1]